# Bublinová paměť

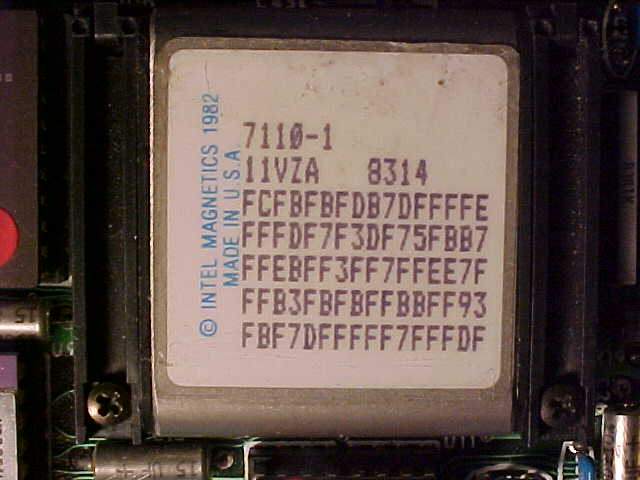
Bublinová paměť

Bublinová paměť je druh paměti dříve využívaný ve výpočetní technice. Podle technologie záznamu se řadí mezi magnetické paměti. Jedná se o nerotující digitální paměť, což znamená, že se ukládají data v podobě bitů a nikoliv průběh signálu jako například na audiokazetu. Paměť na rozdíl od většiny ostatních magnetických pamětí nemá žádné pohyblivé součásti.
Jedná se o značně exotickou paměť, která byla vytvořena na počátku 70. let 20. století. Tvarově je nejbližší kvádru o rozměrech přibližně 5 cm × 5 cm × 1 cm. V bublinové paměti se nachází tenký film magnetického materiálu, ve kterém se tvoří malé magnetizované prostory, které touto látkou nejsou vyplněny. Tyto prázdné prostory připomínají svým vzhledem bubliny a proto se tak tato paměť nazývá. Stručně řečeno, přítomnost bubliny představuje hodnotu 1 a její nepřítomnost hodnotu 0. Uvnitř paměti se také nachází miniaturní generátory pro tvorbu bublin a detektory pro jejich detekci. S příchodem pevných disků v 80. letech 20. století byl vývoj bublinových pamětí ukončen, protože pevné disky byly ve všech aspektech výrazně dokonalejší.